# Aphelandra aurantiaca
Aphelandra aurantiaca är en akantusväxtart som först beskrevs av Michael Joseph François Scheidweiler, och fick sitt nu gällande namn av John Lindley. Aphelandra aurantiaca ingår i släktet Aphelandra och familjen akantusväxter.

## Underarter
Arten delas in i följande underarter:
- A. a. nitens
- A. a. stenophylla

## Bildgalleri

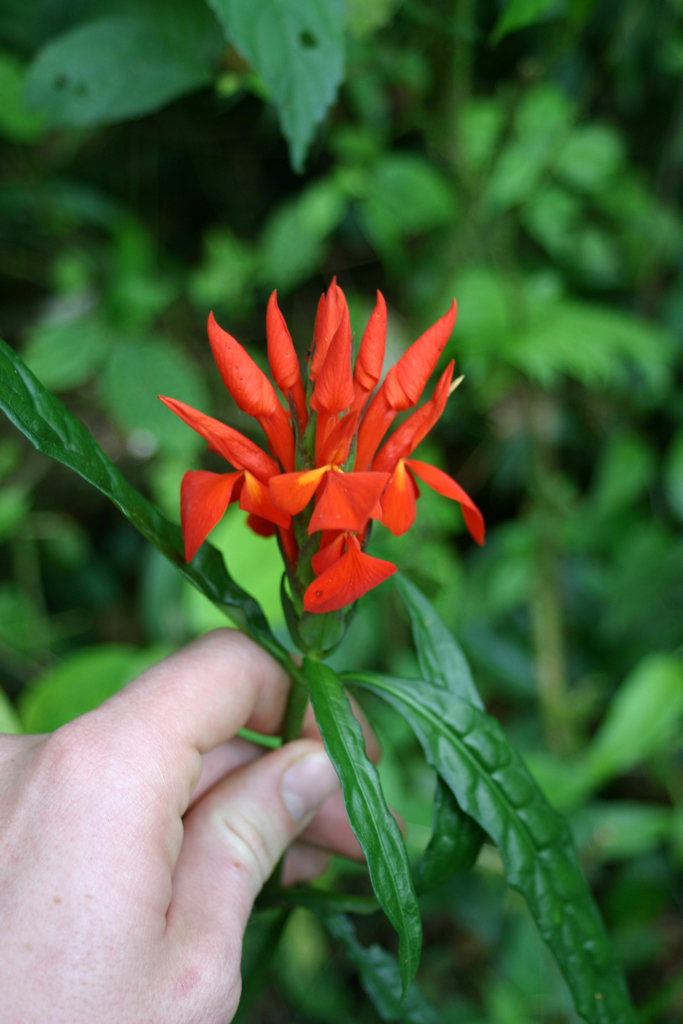
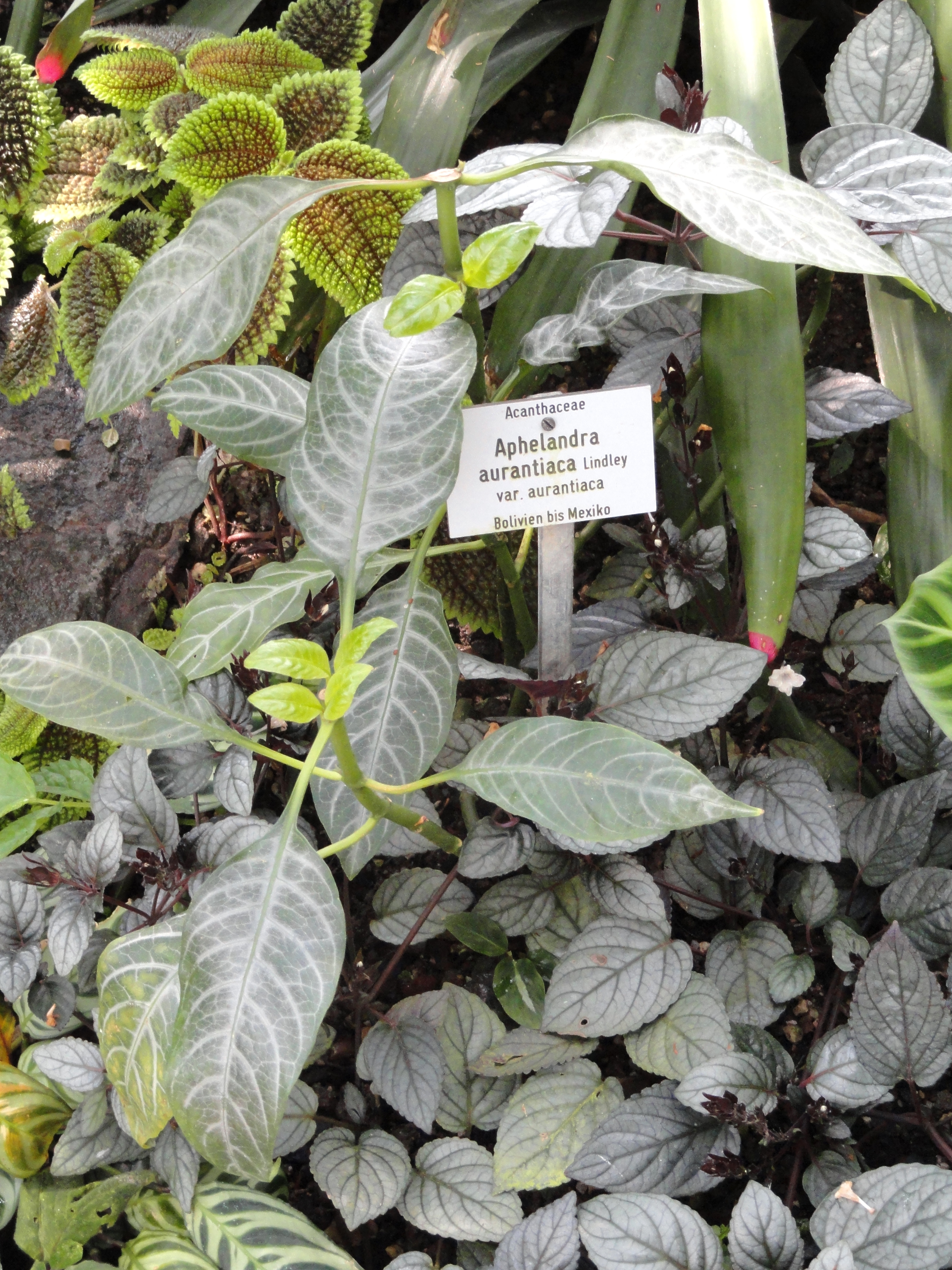
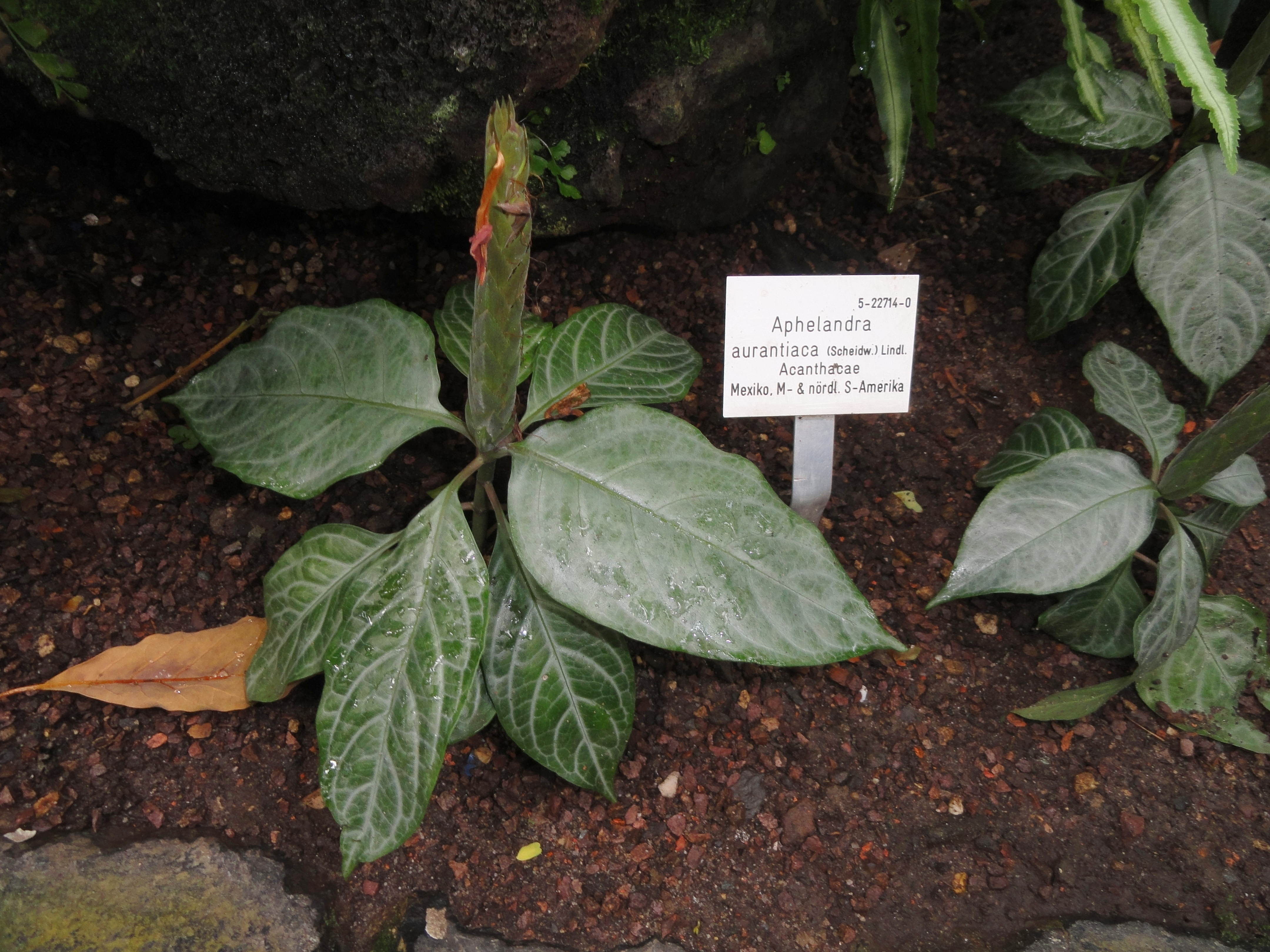
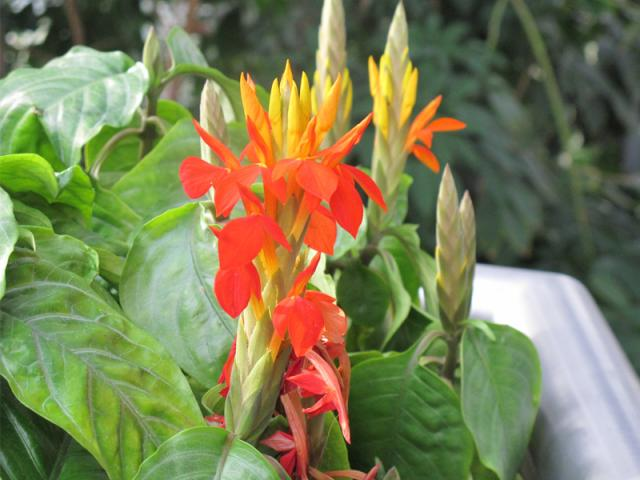